# Sovremennyj-klassen
Sovremennyj-klassen er en destroyerklasse udviklet til Sovjetunionens flåde og er den russiske flådes primære enhed til overfladekrigsførelse. Den sovjetiske betegnelse for klassen var Projekt 956, Sarytj (Våge).
Klassens primære rolle er at angribe fjendtlige skibe mens man yder beskyttelse mod skibe og fly for venlige krigsskibe og handelsskibe. Klassen supplerer Udaloj-klassen der er flådens primære antiubådsenhed.

## Historie
Projektet begyndte i slutningen af 1960'erne da det viste sig at kanoner stadig havde en vigtig maritim rolle, især i forbindelse med amfibiekrigsførelse og de eksisterende primært kanonbevæbnede krydsere og destroyere begyndte at nå deres pensionsalder. Man begyndte forfra med et nyt design der byggede på den nye 130 mm skibskanon hvor der blev udviklet både en enkelt- og en dobbeltløbet udgave, hvorefter man valgte at benytte den dobbeltløbede på grund af den højere skudkadence. I 1971 fik Severnaja designbureauet tilladelse til at begynde at designe et skib der "var i stand at støtte landgangsoperationer". På samme tid begyndte US Navy at bygge den nye Spruance-klasse destroyer. Som et modsvar til denne nye trussel blev klassen opgraderet med et nyt luftforsvarssystem og nye antiskibsmissiler. Selvom den sovjetiske flåde hovedsageligt var overgået til gasturbinefremdrift besluttede man at udstyre klassen med dampturbiner, delvist fordi produktionen af sovjetiske maritime gasturbiner ikke havde levet op til forventningerne. Det første skib i klassen, Sovremennyj, blev køllagt i 1976 og indgik i aktiv tjeneste i 1980. I alt blev der bygget 18 skibe til Sovjetunionen/Rusland hvoraf kun de 10 stadig er i flådens tal, primært på grund af manglende finansielle midler og personel. Alle skibene blev bygget af Severnaja skibsværftet i Sankt Petersborg.
Skibene har et maksimalt deplacement på 7.940 tons. Dimensionerne er: Længde 156 meter, bredde 17,30 meter og en maksimal dybgang på 6,50 meter. De er udstyret med en antiubådshelikopter, 44 luftforsvarsmissiler, otte antiskibsmissiler, miner, langtrækkende kanoner og et sofistikeret system til elektronisk krigsførelse.
Der er i alt tre versioner af klassen: Det originale Projekt 956 bevæbnet med 3M80-versionen af SS-N-22 missilet hvorimod Projekt 956A blev udstyret med den forbedrede 3M80M-version af SS-N-22 missilet med noget længere rækkevidde. Hovedforskellen mellem de to underklasser er at missilsiloerne er længere på 956A på grund af det nyere missil. En tredje og sidste version, Projekt 956EM, der blev udviklet udelukkende til den kinesiske flåde.

## Design

### Kommando og kontrol
Skibenes kampinformationssystemer kan benytte data fra skibenes egne aktive og passive sensorer, fra andre skibe eller fly i styrken eller link fra skibenes egne helikoptere til at engagere potentielle fjender. Systemet er i stand til at engagere adskillige mål samtidig.

### Missiler
Klassen er udstyret med Raduga Moskit antiskibsmissilsystemet med to dobbelte firekanistrede affyringssystemer placeret på begge sider af overbygningen med en vinkel på omkring 15°. I alt medbringes der otte Moskit 3M80E missiler, NATO-rapporteringsnavn: SS-N-22 Sunburn). Missilet er et sea skimming missil der flyver med en hastighed på omkring mach 2,5 og et sprænghoved på enten 300 højeksplosivt sprængstof eller et 200 kiloton nukleart sprænghoved. Missilet har en rækkevidde på mellem 10 og 120 kilometer. Missilets startvægt er 4.000 kg.
Shtil overflade-til-luft-missilsystemer er installeret på det forhøjede dæk agten for den dobbeltløbede 130 mm kanon og består af 48 missiler. Shtil-missilet kaldes i NATO-kredse for SA-N-7 (Gadfly). fra skib nummer 9 og frem benyttes samme affyringssystem til SA-17 Grizzly/SA-N-12 Yezh missilerne. Systemet benytter skibets luftvarslingsradar til at spore mål og seks forskellige Top Dome ildledelsesradar der er i stand til at styre missiler mod hver deres mål samtidig. Missilernes rækkevidde er op til 25 kilometer og kan benyttes mod mål med hastigheder på op til 830 meter/sekundet.

### Kanonsystemer
Skibenes 130 mm kanoner er af typen AK130-MR-184. Kanonsystemet inkluderer et computeriseret kontrolsystem med elektroniske- og elektrooptiske ildledelsessystemer. Kanonen kan benyttes i fuldt automatisk mode med input fra skibets radar- og optiske systemer. Systemet kan naturligvis også også anvendes manuelt. Skudkadencen er omdiskuteret, men forskellige russiske kilder antyder en kadence på 30-40 skud i minuttet per løb, hvilket cirka svarer til en fransk Creusot-Loire 100 mm eller den italienske Otobreda 127 mm, men hurtigere end den amerikanske 127 mm Mark 45.
Klassen er desuden udstyret med fire seksløbede 30 mm AK-630 gatling maskinkanoner. Skudkadencen er op til 5.000 skud i minuttet med en effektiv rækkevidde på 4.000 meter for lavtflyvende missiler og 5.000 meter for overflademål. Kanonsystemet er udstyret med et radar- og optisk ildledelsessystem. De nyere skibe i klassen er i stedet udstyret med to Kashtan CIWS-systemer.

### Antiubådssystemer
Destroyerne har to dobbelte 533 mm torpedorør samt to RBU1000 antiubådsmortérer.

### Helikopter
Skibene er i stand til at medbringe en Kamov Ka-27 (Helix) antiubådshelikopter. Helikopteren kan anvendes i op til sea state 5 og ud til 200 kilometer fra moderskibet.

### Soft kill
Sovremennyj-klassen er udstyret med over 200 chaffraketter til dets to PK-2 missilvildledningssystemer samt et ECM-system til at ødelægge missilernes målfatning.

### Sensorer
Klassen er udstyret med en ganske imponerende sensor- og ECM-system: Top Plate (MR-760) luftvarslingsradar med 230 kilometers rækkevidde, Mineral systemet ('Band Stand') giver målopdateringer til skibets antiskibsmissiler, tre Palm Frond navigations/overfladevarslingsradarer, 2 Bass Tilt ildledelsesradarer (til AK630-maskinkanonerne, nyere versioner benytter dog to styk Hot Flash ildledelsesradarer til Kashtan CIWS), 6 Top Dome ildledelsesradarer til SA-N-7 luftforsvarsmissilerne, en 'Kite Screech' radar til 130 mm kanonen. ECM- og ESM-systemerne er mange: 2 MR-410 eller MP-405 ESM-systemer, 2 MRP-11M 12M ('Bell Shroud'), 2 Bell Squat, 4 Foot-ball B og et MR-407 ECM-systemer. 2 PK-2M missilvildledningssystemer (140 mm), 8 PK-10 (120 mm), 2-8 Spektr-F laseradvarslingssystemer, et Squeeze Box (TV, laser og IR-system).
Sonar: Et MGK-355 medium- og højfrekvent (MF/HF) Platina integreret sonarsystem (NATO-rapporteringsnavn Bull Horn) der inkluderer et MG-335 skrogmonteret sonarsystem. 956-projektet er ikke udrustet med andet end den skrogmonterede sonar da skibenes sonarsystemer kun er til selvforsvar. De nyere projekt 956A-skibe er derimod udrustet med et forbedret MGK-355MS Platina system der inkluderer en skrogmonteret sonar, en VDS og et TASS, der i NATO-sammenhænge er benævnt henholdsvis Bull Nose/Mare Tail/Steer Hide. Efter sigende er projekt 956EM udstyret med endnu et forbedret system der benyttet en skrogmonteret sonar samt en TASS (med NATO-rapporteringsnavnene Horse Jaw og Horse Tail).

### Fremdrivning
Skibenes fremdrivningssystem består af to dampturbiner der hver producerer 50.000 Hk sammen med fire højtrykskedler. Skibene er udstyret med to propeller og er i stand til at skyde en fart på 33 knob. Ved en fart på 18 knob vil skibene være i stand til at kunne sejle 3.920 sømil. flere af skibene i klassen har oplevet så alvorlige problemer med fremdrivningssystemet at de har måtte udgået fra aktiv tjneneste.

## Kinesiske varianter
I Folkerepublikken Kina har Folkets Befrielseshærs Flåde købt to modificerede destroyere af klassen der blev leveret i december 1999 og november 2000. I 2002 bestilte flåden yderligere to skibe i klassen af et forbedret design. Det første skib blev søsat i slutningen af 2005, mens det sidste skib blev søsat i 2006. Kinas anskaffelse af Sovremennyj-klassen bekymrede flere af landets naboer i fjernøsten, især Taiwan der betragtes af Kina som en løbsk provins.
På de to sidste kinesiske skibe blev den agterste 130 mm kanon fjernet, de fire AK630 blev erstattet af to Kashtan CIWS, der består af to 30 mm maskinkanoner og otte SA-N-11 (Grissom) luftforsvarsmissiler. Skibene var desuden også de første der blev udrustet med en ny version af SS-N-22 missilet, benævnt 3-M80MBE, der nu kunne række 200 kilometer. Luftforsvaret blev opgraderet til at kunne benytte de nyere SA-N-12/SA-N-17 missiler.
I 2006 blev der installeret et antal nye domer på overbygningen, hvilket måske er en opgradering af det kinesiske datalinksystem HN-900 (den kinesiske version af Link 11) samt SATCOM.
De to første skibe kostede 600 millioner amerikanske dollar (1990'er priser), hvorimod de to andre skibe kostede 1,5 milliard dollar.

## Skibe i klassen
| Pnt.    | Navn                              | Projekt | Kølen lagt         | Søsat              | Indgået            | Skæbne                                             | Kaldesignal |
| Rusland | Rusland                           | Rusland | Rusland            | Rusland            | Rusland            | Rusland                                            | Rusland     |
| ------- | --------------------------------- | ------- | ------------------ | ------------------ | ------------------ | -------------------------------------------------- | ----------- |
| 420     | Sovremennyj                       | 956     | 3. marts 1976      | 18. november 1978  | 25. december 1980  | Udgået 15. november 1998, skrottet 2003            | -           |
| 475     | Ottjajannyj                       | 956     | 4. marts 1977      | 29. marts 1980     | 30. september 1982 | Udgået 12. september 1998                          | -           |
| 474     | Otlitjnyj                         | 956     | 22. april 1978     | 21. marts 1981     | 30. september 1983 | Udgået 22. november 1998                           | -           |
| 730     | Osmotritelnyj                     | 956     | 27. oktober 1978   | 24. paril 1982     | 30. september 1984 | Udgået 16. august 1997                             | -           |
| 439     | Bezupretjnyj                      | 956     | 28. januar 1981    | 30. juli 1983      | 7. januar 1986     | Udgået i 2002                                      | -           |
| 720     | Boevoj                            | 956     | 26. marts 1982     | 4. august 1984     | 5. november 1986   | I reserve ved Stillehavsflåden                     | -           |
| 743     | Stojkij                           | 956     | 28. september 1982 | 27. juli 1985      | 24. februar 1987   | Udgået 30. maj 1998                                | -           |
| 415     | Okrylonnyj                        | 956     | 16. april 1983     | 31. maj 1986       | 26. marts 1988     | Udgået 29. november 1998, skrottet 1999            | -           |
| 778     | Burnyj                            | 956     | 4. november 1983   | 30. december 1986  | 9. november 1988   | I tjeneste ved Stillehavsflåden                    | -           |
| 429     | Bezuderzjnyj                      | 956     | 23. november 1984  | 30. maj 1987       | 7. august 1989     | I reserve ved Stillehavsflåden                     | -           |
| 715     | Bystryj                           | 956     | 29. oktober 1985   | 28. november 1987  | 30. oktober 1989   | I tjeneste ved Stillehavsflåden                    | -           |
| 420     | Rastoropnyj                       | 956     | 15. august 1986    | 4. juni 1988       | 7. juli 1990       | Udgået 2000                                        | -           |
| 754     | Bezbojaznennyj                    | 956     | 8. januar 1987     | 18. februar 1989   | 29. december 1990  | I tjeneste ved Stillehavsflåden                    | -           |
| 406     | Gremjasjtjij                      | 956A    | 24. februar 1987   | 30. september 1989 | 11. juli 1991      | I reserve ved Stillehavsflåden                     | -           |
| 620     | Bespokojnyj                       | 956A    | 8. april 1987      | 9. juni 1990       | 11. februar 1992   | I reserve ved Østersøflåden                        | -           |
| 610     | Nastojtjnvyj                      | 956A    | 7. april 1988      | 19. januar 1991    | 27. marts 1993     | I tjeneste ved Østersøflåden                       | -           |
| 434     | Admiral Ushakov (ex-Besstrasjnyj) | 956A    | 16. april 1988     | 28. december 1991  | 17. april 1994     | I tjeneste ved Stillehavsflåden                    | -           |
| Kina    |                                   |         |                    |                    |                    |                                                    |             |
| 136     | Hangzhou (ex-Vazjnyj)             | 956A    | 4. november 1988   | 23. maj 1994       | 25. december 1999  | Solgt til Kina før færdiggørelse, i aktiv tjeneste | -           |
| 137     | Fuzhou (ex-Alexander Nevskij)     | 956A    | 22. februar 1989   | 16. april 1999     | 16. januar 2001    | Solgt til Kina før færdiggørelse, i aktiv tjeneste | -           |
| 138     | Taizhou                           | 956EM   | 27. juni 2002      | 27. april 2004     | 28. december 2005  | I aktiv tjeneste                                   | -           |
| 139     | Ningbo                            | 956EM   | 2003               | 23. juli 2004      | 28. september 2006 | I aktiv tjeneste                                   | -           |

Kina har efter sigende en option på købet af yderligere to skibe i klassen, men det anses for usandsynligt at de vil udnytte optionen da man allerede nu bygger krigsskibe i Kina der er mere avanceret.